# Pycnomerus basilewskyi
Pycnomerus basilewskyi is een keversoort uit de familie somberkevers (Zopheridae). De wetenschappelijke naam van de soort werd in 1962 gepubliceerd door Pope.